# 1999-es Giro d’Italia
Az 1999-es Giro d’Italia volt a 82. olasz kerékpáros körverseny. Május 15-én kezdődött és június 6-án ért véget. Végső győztes az olasz Ivan Gotti lett.

## Végeredmény
|    | Versenyző               | Csapat                    | Idő            |
| -- | ----------------------- | ------------------------- | -------------- |
| 1  | Ivan Gotti              | Team Polti                | 99 óra 55' 56" |
| 2  | Paolo Savoldelli        | Saeco-Cannondale          | 3' 35"         |
| 3  | Gilberto Simoni         | Ballan-Alessio            | 3' 36"         |
| 4  | Laurent Jalabert        | ONCE-Deutsche Bank        | 5' 16"         |
| 5  | Roberto Heras Hernandez | Kelme-Costa Blanca        | 7' 47"         |
| 6  | Niklas Axelsson         | Navigare-Gaerne           | 9' 38"         |
| 7  | Sergei Honchar          | Vini Caldirola-Sidermec   | 12' 07"        |
| 8  | Daniele De Paoli        | Amica Chips-Costa Almeria | 14' 20"        |
| 9  | Daniel Clavero          | Vitalicio Siguros         | 15' 53"        |
| 10 | Roberto Sgambelluri     | Cantina Tollo-Alexia      | 17' 31"        |